# Irv Torgoff
Irving Torgoff est un joueur américain de basket-ball né le 6 mars 1917 et mort le 21 octobre 1993.

## Biographie
Entré à la Long Island University en 1935, il intègre l'équipe de basket-ball en 1936 (les freshmen ne pouvaient à l'époque pas être alignés) qu'il mène en 1938-1939, en tant que capitaine, à un bilan de 20 victoires et 0 défaites en saison régulière, et à une victoire lors du National Invitation Tournament.
Irv Torgoff commence sa carrière professionnelle en National Basketball League, au sein des Eagles de Detroit (en). Il n'y reste qu'un an, passant dès la saison 1940-1941 en American Basketball League pour jouer avec les Sphas de Philadelphie jusqu'en 1943. Les Sphas remportent le titre en 1941 et 1943, Torgoff faisant chaque saison partie des meilleurs marqueurs de la ligue.
En 1946, il intègre la toute nouvelle Basketball Association of America (qui devient en 1949 la National Basketball Association (NBA) avec les Capitols de Washington, équipe entraînée par Red Auerbach. Il rejoint en 1948 les Bullets de Baltimore. Dans le courant de la saison 1948-1949, il est transféré aux Warriors de Philadelphie. Irv Torgoff prend sa retraite sportive à la fin de la saison.
Il meurt le 21 octobre 1993 d'une crise cardiaque, selon ses proches.

## Palmarès
- Vainqueur de la American Basketball League en 1941 et 1943 avec les Sphas de Philadelphie.